# Bolo Rodríguez
Bolívar Ricardo Rodríguez Avilés (2 de julio de 1982, Guayaquil, Ecuador) es un actor, reportero, productor y presentador de televisión ecuatoriano, más conocido como “Bolo“, debido a la gran cantidad de parientes con el nombre Bolívar dentro de su familia. Ha participado en varias producciones televisivas dentro de Ecuador, actualmente radica en los Estados Unidos de América donde se desempeña como productor creativo para varias cadenas televisivas de habla hispana.
Entre sus más recordadas apariciones dentro de la televisión ecuatoriana están los programas “La Plena“, “De Casa en Casa“, “Al son de un nuevo día“, “En Contacto“, “Pozo Millonario“, “Megamacht“, “La Noche de los mundialistas“ junto a los comediantes argentinos Pablo Granados y Pachu Peña, entre otros. 
Ha trabajado en varios medios de comunicación como radio y prensa escrita, además de ser uno de los fundadores de la página de farándula y espectáculos “Estasenlamira.com“ junto a Francisco Caamaño y Luis Sánchez.
Actualmente es el director de la productora de contenidos audiovisuales y creativos MBM INTERNACIONAL LLC, empresa con la que ha desarrollado varios eventos, campañas publicitarias, shows de espectáculo y relaciones públicas tanto en Panamá, Ecuador, Perú, República Dominicana y Estados Unidos.

## Biografía y medios de comunicación
Bolo viene de una familia muy unida, de padres ecuatorianos, nacido el 2 de julio de 1982 en la ciudad de Guayaquil, Ecuador.  Es el segundo de cuatro hermanos y el quinto. en llevar el mismo nombre y apellido dentro de la familia. Desarrolló su educación y formación durante 13 años en la escuela y colegio San José “La Salle“ de Guayaquil, reservado a la hora de interactuar con los demás y desenvuelto en cuanto artes escénicas, pierde a temprana edad uno de sus pilares fundamentales y soporte emocional en su día a día... su padre, cuando tan sólo tenía 15 años de edad.  A raíz de este suceso empezó el crecimiento personal y profesional que marcarían su vida y carácter en un futuro.
Debuta a los 16 años en la pantalla chica con papeles pequeños dentro de la serie televisiva emitida por el canal Ecuavisa, “De la vida Real“, gracias a la invitación del actor y productor Antonio Bellolio, meses después incursiona en series y dramatizados nacionales como “Emergencias“, comerciales y desfiles para diferentes marcas de ropa de Guayaquil, hasta entrar en el mundo del espectáculo junto a su amigo de colegio Francisco Caamaño con quien crea la página de farándula y espectáculos “Estasenlamira.com“.
Tiempo después gracias a la gran acogida del público con el portal web, incursionan en el mundo de la radio dentro de la emisora I99 FM, su paso por este medio sería breve debido al éxito alcanzado y se mudan a otra emisora de la misma ciudad donde empezaría su verdadera vocación y pasión por los medios de comunicación.
En la radio WQ 102.1 FM de Guayaquil, desempeñó el cargo de productor, relacionista público y director, tiempo después y debido a una propuesta laboral, se traslada a Santiago de Chile donde gracias a Klaus Hoeneisen y Cristian Ferrer empieza la nueva etapa de aprendizaje junto a la productora de BTL, marketing y eventos “Ekinoxio“.
Para el año 2006 la periodista de espectáculos Ingrid Balseca, llama a Bolo para que incursione en el redacción de contenidos dentro del diario Expreso y el suplemento Expresiones, su paso como redactor fue breve para volver un año después a Chile.
Estando en Chile y gracias al llamado de una amiga y compañera de televisión María Cecilia Moreno, ingresa al programa de farándula “La Plena“, transmitido por la señal nacional del “Lindo Canal“, Teleamazonas, en Guayaquil y Quito.
En junio de 2009 ingresa al personal del programa matutino “Entretenidas“ junto a Sofía Caiche, Pierina Uribe, Vanessa Passailaigue, María José Flores y Cinthya Naveda para el canal TC Televisión.
En febrero del 2010 y junto a un selecto grupo de presentadores Bolo forma parte del personal del programa “De Casa en Casa“, donde además de ser reportero, empieza su pasión por la producción de segmentos y contenidos con un toque humorístico.
Dentro de TC Televisión se desenvuelve como reportero, productor y presentador de varios espacios y programas como “Megamatch“ junto a Gabriela Pazmiño de Bucaram, “La Noche de los Mundialistas“ junto a los comediantes argentinos Pablo Granados y José María “Pachu“ Peña, “Granados en Pijamas“, “El Pozo Millonario“, entre otras producciones de este canal.
Para febrero del 2013 acepta la propuesta de Gama Tv para formar parte del programa “Al Son de un nuevo día“, junto al cantante Israel Brito, la presentadora Valeria Mena, el radio difusor Robin Martínez, entre otros.
Ese mismo año cambia de cadena televisiva y para agosto del 2013 forma parte del programa “En Contacto“ de la señal Ecuavisa y Ecuavisa Internacional.
Para el 2014 entra como presentador del programa “Desde Casa“ emitido por la señal de Ecuavisa Internacional, para que meses después gracias a una propuesta tome las riendas del programa y producción con su productora MBM INTERNACIONAL.

## Canales Internacionales
En agosto del 2016 ingresa a la cadena internacional TELEMUNDO en Nueva York, para desempeñar el cargo de productor creativo, desarrollando varias campañas del canal, scripts, promociones y soporte para el programa “Acceso Total“.
En junio del 2017 ingresa a Univisión NY para trabajar en el área de promociones y producción del programa “Viernes y más“ de la cadena hermana Unimás.

## Productora
Junto a la productora de televisión Mercy Briones y la relacionista pública María del Cármen Búnea crea la productora MBM PRODUCCIONES, siglas que indican la inicial del nombre de cada uno, esta productora con enfoque internacional busca promover y desarrollar productos creativos para difundir el talento nacional.
Dentro de los eventos desarrollados y trabajos se encuentran:
- Expoviajes 2013 (Quito y Guayaquil)
- Expoviajes 2014 (Quito y Guayaquil)
- Producción, programa “Desde Casa“, año 2015
- Producción y transimisón “Desfile ecuatoriano en New Jersey“, agosto de 2015, 2016, 2017
- Gira de medios Dr. Jorge Patiño, New York y New Jersey, septiembre de 2015
- Producción y transimisón “Desfile ecuatoriano en New York“, agosto de 2016, 2017
- Gira de medios Dr. Juan Carlos Estrada, New York y New Jersey, enero de 2016
- Gira de medios artistas ecuatorianos e internacionales tanto en Ecuador como en Estados Unidos.

## Vida privada
Bolo está casado con la comunicadora social Andrea Chica con quien tiene 2 hijos, Bolívar Rodríguez (sexto) de 3 años y Sebastián Axl de 2 años, ambos nacidos en Hackensack, New Jersey, Estados Unidos.

## Televisión
| Año  | Canal                  | Programa                     | Rol                     |
| ---- | ---------------------- | ---------------------------- | ----------------------- |
| 2000 | Ecuavisa               | De la vida real              | Actor                   |
| 2002 | TC Televisión          | Emergencias                  | Actor secundario        |
| 2007 | Teleamazonas           | La Plena                     | Reportero               |
| 2009 | TC Televisión          | Entretenidas                 | Reportero               |
| 2010 | TC Televisión          | De Casa en Casa              | Reportero y presentador |
| 2010 | TC Televisión          | La Noche de los mundialistas | Reportero               |
| 2011 | TC Televisión          | Megamatch                    | Presentador             |
| 2011 | TC Televisión          | Granados en Pijamas          | Reportero               |
| 2012 | TC Televisión          | Pozo Millonario              | Presentador             |
| 2013 | Gama Tv                | Al son de un nuevo día       | Presentador - Productor |
| 2013 | Ecuavisa               | En Contacto                  | Reportero - Presentador |
| 2014 | Ecuavisa Internacional | Desde Casa                   | Presentador - Productor |
| 2015 | Ecuavisa Internacional | Desde Casa                   | Director - Productor    |